# Betaxolol
Betaxolol é um beta1 usado no tratamento da hipertensão arterial e do glaucoma. Sendo selectivo dos receptores beta1, tem menos efeitos colaterais que não seletivos, for example, não causando broncoespasmo nas doses terapêuticas. Quando comparado ao metoprolol, tem maior afinidade pelos receptores beta1. Além dos seus efeitos cardiovasculares, o betaxolol reduz a pressão intraocular. Não se sabe qual o mecanismo preciso desta ação mas pensa-se que seja por redução da produção de humor aquoso. A redução desta pressão diminui o risco de lesão do nervo óptico e perda da visão nos pacientes com glaucoma.
O Betaxolol foi aprovado pela Food and Drug Administration (FDA) para uso ocular  na forma de solução a 0.5% em 1985 e a 0.25% em 1989.

## Uso clínico
- Oral: para tratamento da hipertensão
- Oftálmico: para o tratamento do glaucoma

## Dosagem
- Oral: a dose inicial na hipertensão arterial é de 10 mg uma vez ao dia.
- Oftálmico: Uma a duas gotas no olho afetado duas vezes ao dia.

## Contraindicações
- hipersensibilidade à droga
- Em todos os pacientes que tenham contraindicação aos bloqueadores beta-adrenérgicos